# Ace Lake
Ace Lake är en sjö i Antarktis. Den ligger i Östantarktis. Australien gör anspråk på området. Ace Lake ligger 9 meter över havet. Arean är 0,18 kvadratkilometer. Den sträcker sig 0,8 kilometer i nord-sydlig riktning, och 0,6 kilometer i öst-västlig riktning.